# Жуковский-Жук, Иосиф Иванович
Иосиф Иванович Жуковский-Жук (настоящее имя — Ян Степанович Плястен) (февраль 1889, Коссово, Гродненская губерния — 24 августа 1937) — участник революционного движения в Российской империи в начале XX века, эсер. Занимался литературной деятельностью, пользовался псевдонимом А. Левандовский. В партии был известен под кличками Саша Горный и Овод (последнее в честь персонажа одноименного романа Э. Войнич).

## Биография

### Ранние годы
Родился в 1889 году в местечке Коссово Гродненской губернии (ныне Ивацевичский район Брестской области). По происхождению поляк, сын хлебопашца. Обучался в министерской народной школе. С 1903 по 1906 годы учился в городском училище в Слониме. Рано вступил в революционное движение, в 1905—1908 годах состоял в организации эсеров-максималистов, занимался агитационной деятельностью среди белорусских крестьян. В этот период неоднократно арестовывался на короткий срок. Перебрался в Харбин, где вступил в объединенную группу эсеров и анархистов.
В декабре 1909 года был арестован в Харбине. Находясь под следствием, совершил покушение на жизнь товарища прокурора Пограничного Окружного суда В. С. Иванова, ранив его кинжалом. Суд состоялся в декабре 1911 года, Жуковский был приговорен окружным судом к 12 годам каторги. Наказание отбывал на Нерчинской каторге, в селе Горный Зерентуй, затем был переведен в Кутомару. Об этом периоде своей жизни написал воспоминания «В дни борьбы», а также оставил несколько стихов. Находясь в заключении, Жуковский принимал участие в протестах и борьбе заключенных за свои права, за что подвергался наказанию розгами, носил кандалы и помещался в карцер.

### После 1917 года
После Февральской революции был освобожден, включился в политическую деятельность.
- Весной 1917 года был избран в Читинский Совет рабочих депутатов.
- 26 августа 1917 года был избран в члены оргбюро по созданию Союза эсеров-максималистов.
- Осенью 1917 года стал секретарем бюро Читинского ССРМ, членом Забайкальского облисполкома и Ревкома.
- По решению 2-го Всесибирского съезда Советов в феврале 1918 года был избран в новый состав Центросибири (Центрального Сибирского Исполкома Советов).
- После захвата войсками атамана Семенова Даурии стал членом Военно-революционного штаба и коллегии агитаторов и пропагандистов.

После падения в Чите советской власти, Жуковский перешел на нелегальное положение и уехал в Благовещенск. В 1919 году Жуковский работал в антиколчаковской подпольной группе, впоследствии был избран членом Амурского Исполкома. При создании Дальневосточной республики ушел из органов власти, занявшись литературно-агитационной деятельностью, издал сборник стихов, редактировал журнал «Голос максималиста» и «оппозиционную» газету «Вольная трибуна», за что и был арестован 2 апреля 1922 года в Благовещенске. После непродолжительного заключения был выслан в Читу под расписку о невыезде. В том же году Жуковский снова был арестован за издание оппозиционной литературы, но в 1923 году дело было прекращено.
Жуковский перебрался в Москву, где стал секретарем редакции журнала «Каторга и ссылка», состоял в объединениях левых эсеров и эсеров-максималистов. Поддерживал связь с товарищами по Нерчинской каторге, в том числе с Марией Спиридоновой и другими. С 1925 по 1928 год пробыл в ссылке, продолжал интересоваться историей революционного движения и поддерживать отношения с товарищами-эсерами.
В 1933 году был арестован по делу «Народнического центра», отправлен в ссылку в Новосибирск. В 1937 году был привлечен по суду о т. н. «Объединенном бюро ЦК Партии левых эсеров и Союза эсеров-максималистов». Тройкой НКВД был приговорен к высшей мере наказания и расстрелян 24 августа 1937 года. Реабилитирован в 1959 году.